# 中桐雅夫
中桐 雅夫（なかぎり まさお、1919年10月11日 - 1983年8月11日）は、日本の詩人、翻訳家。
本名は白神 鉱一（しらかみ こういち）。

## 略歴
福岡県生まれ。1939年、英作文と教練の出席時間不足により兵庫県立神戸高等商業学校で進級不可能となり、同校中退後、父の預金通帳を盗み出して金を下ろし、家出して上京。徴兵逃れで日本大学芸術学科に途中入学し卒業。読売新聞の政治部記者として働く。詩誌『Le Bal』を主催し、田村隆一と知りあう。戦後、田村、鮎川信夫、黒田三郎と『荒地』を設立。のちに詩誌『歴程』にも参加。ミステリーやSFを翻訳しつつ、英国モダニズム詩人、特にW・H・オーデンを翻訳、詩作を行い、大学でも英文学の教員として活動した。
1980年、代表詩集『会社の人事』にて第18回藤村記念歴程賞受賞。同書で「生きざま」というのは本来「死にざま」から出たもので嫌いな言葉だと言い、「自死」という言葉の言い換えに不快感を表明している（「ことばの言い換え」に、「彼の死は、自殺ではなく自死だという人もあるが、／死はいくら言い換えても死だ、／言い換えに浮き身をやつすのは、／中味の薄さをごまかすためにすぎぬ。／ことばは時とともに変わる、しかし忘れるな、／変える必要がないものは変えないことが必要だ。」とある）。
1983年8月11日昼過ぎ、妻子によって自宅の書斎で死亡しているところを発見された。63歳没。新聞で死去が報じられた際には、死因が急性心不全とされていたが、未亡人・文子による回想『美酒すこし』で、実際の死因がアルコール依存症による肝臓障害だったことが明言されている。遺言に従い、通夜・葬儀は行われなかった。

## 著書
- 『危機の詩人 - オーデン スペンダー ルイスなど』（早川書房） 1953
- 『中桐雅夫詩集』（思潮社） 1964
- 『中桐雅夫詩集』（思潮社、現代詩文庫） 1971
- 『夢に夢みて 詩集』（晶文社） 1972
- 『会社の人事 詩集』（晶文社） 1979
- 『詩の読みかた 詩の作りかた』（晶文社） 1980
- 『中桐雅夫全詩』（思潮社） 1990
- 『中桐雅夫詩集』（近藤洋太編、芸林書房、芸林21世紀文庫） 2002

## 翻訳
- 『古書殺人事件』（マルコ・ペイジ、早川書房、世界探偵小説全集） 1955
- 『指はよく見る』（ベイナード・ケンドリック、早川書房） 1956
- 『聖者ニューヨークに現わる』（レスリィ・チャータリス、早川書房、ハヤカワ・ポケット・ミステリ） 1957、他もあり
- 『ダーブレイの秘密』（R・オースティン・フリーマン、早川書房） 1957
- 『海軍拳銃』（フランク・グルーバー、早川書房） 1957
- 『エレヴェーター殺人事件』（ジョン・ロード, カーター・ディクスン、早川書房） 1958
- 『試行錯誤』（アントニイ・バークリイ、早川書房） 1958
- 『新聞社殺人事件』（アンドリュウ・ガーヴ、早川書房） 1959
- 『果てしなき明日』（ハント・コリンズ、早川書房） 1959
- 『検事円を描く』（E・S・ガードナー、早川書房） 1960
- 『検事鵞鳥を料理する』（E・S・ガードナー、早川書房） 1960
- 『忘れられた殺人』（E・S・ガードナー、早川書房） 1960
- 『殺人者はまだ捕まらない』（モーリス・プロクター、早川書房） 1960
- 『危険の契約』（エリオット・リード、早川書房） 1961
- 『震える山』（ポール・ソマーズ、早川書房） 1961
- 『シェーン勝負に出る』（ブレット・ハリディ、早川書房） 1961
- 『バッファロー・ボックス』（フランク・グルーバー、早川書房） 1961
- 『平和という名の戦争』（ハリー・オーヴァストリート, ボナロ・オーヴァストリート、白神鉱一名義訳、荒地出版社） 1962
- 『ハイスクールの殺人』（イヴァン・T・ロス、早川書房） 1962
- 『疑惑の場』（パトリック・クエンテイン、早川書房） 1962
- 『現代イギリス詩集』（飯塚書店、世界の現代詩5） 1963
- 『盗まれた意匠』（メアリ・ケリイ、早川書房） 1964、ハヤカワ・ポケット・ミステリ、1986
- 『三葉虫の夜』（ピーター・レスリー、早川書房、インベーダー4） 1968
- 『虚像のエコー』（トーマス・M・ディッシュ、早川書房） 1969、ハヤカワ文庫 1979
- 『地球光』（アーサー・C・クラーク、早川書房） 1969、ハヤカワ文庫 1978
- 『暗い光年』（ブライアン・W・オールディス、早川書房） 1970
- 『10の世界の物語』（アーサー・C・クラーク、共訳、早川書房） 1970、ハヤカワ文庫 1985
- 『銀河は砂粒のごとく』（ブライアン・W・オールディス、早川書房） 1971
- 『近代の終焉』（アレン・フィーリス、日本生産性本部） 1972
- 『太古史の謎』（アンドルー・トマス、角川文庫） 1973
- 『オニオン・イーターズ』（J・P・ドンレヴィー、立風書房） 1975
- 『サンダリング・フラッド』（ウィリアム・モリス、月刊ペン社、妖精文庫） 1978／新編（平凡社ライブラリー、川端康雄解説） 1995
- 『水玉模様の夏』（ハーバート・リーバーマン、角川文庫） 1983

### W・H・オーデン
- 『オーデン詩集』（新潮社、世界詩人全集19） 1969
- 『第二の世界』（W・H・オーデン、晶文社） 1970
- 『染物屋の手』（W・H・オーデン、晶文社） 1973
- 『オーデン わが読書』（W・H・オーデン 晶文社） 1978
- 『オーデン詩集』（福間健二編、小沢書店、双書・20世紀の詩人） 1993

## 関連文献
- 『美酒すこし』（中桐文子、筑摩書房） 1985 - 夫人の回想